# Glexenköpfe
Die Glexenköpfe, auch Klexenköpfe sind drei Berggipfel der Venedigergruppe in Osttirol. Die höchste der Gipfel ist 3090 m ü. A. hoch.

## Lage
Die Glexenköpfe liegen im Zentrum der Venedigergruppe im Kamm des Hohen Gletscherdachs südlich der Landesgrenze zwischen dem Bundesland Salzburg und Osttirol bzw. im Norden von Prägraten am Großvenediger. In der Kernzone des Nationalparks Hohe Tauern gelegen befinden sich die Glexenköpfe inmitten einer Gletscherzone, wobei südlich der Glexenköpfe das Äußere Mullwitzkees von Norden mit dem im Süden gelegenen Zettalunitzkees zusammenstoßt. Die Glexenköpfe erheben sich dabei nur wenig über dem Gletscher. Östlich der Glexenköpfe befinden sich der Stein am Ferner (3246 m ü. A.) sowie die Friedrich-August-Wand (3211 m ü. A.), die durch das Frosnitztörl (3110 m ü. A.) von der Weißspitze (3300 m ü. A.) getrennt werden. Südlich der Glexenköpfe liegt das Wallhorntörl (3044 m ü. A.), im Westen Mullwitzköpfl (2960 m ü. A.) und Mullwitzaderl (3244 m ü. A.) sowie zwischen diesen Gipfeln das Defreggerhaus. Nördlich der Glexenköpfe befindet sich der Hohe Zaun (3461 m ü. A.). Neben dem Defreggerhaus befinden sich auch die Badener Hütte (Osten) und die Eisseehütte (Süden) nahe der Glexenköpfe.

## Aufstiegsmöglichkeiten
Die Glexenköpfe können am einfachsten vom Defreggerhaus erreicht werden. Hierfür wendet man sich vom Defreggerhaus nach Osten und quert danach das Äußere Mullwitzkees nach Osten. Der Einstieg zur Felsinsel der Glexenköpfe erfolgt in der Nähe des südlichen Gipfels, wobei man nach dem Aufstieg zum südlichen Gipfel die zwei nördlichen Felszacken am scharfkantigen Grat bewältigt (III). 